# Christian Venge Balboa
Christian Venge Balboa (nascido em 1 de dezembro de 1972) é um ciclista paralímpico espanhol da classe B. Participou, representando a Espanha, de quatro edições dos Jogos Paralímpicos — Sydney 2000, Atenas 2004, Pequim 2008 e Londres 2012, tendo conquistado a medalha de ouro em 2000, 2008 e 2012.

## Vida pessoal
Christian, que é natural de Barcelona, tem deficiência visual. Em 2013, foi galardoado com a medalha de ouro da Real Ordem ao Mérito Esportivo.